# يوشيو كيمورا (لاعب شوغي)
يوشيو كيمورا (باليابانية: 木村義雄؛ بالكانا: きむら よしお) هو لاعب شوغي ‏ ياباني، ولد في 21 فبراير 1905 في طوكيو في اليابان، وتوفي في 17 نوفمبر 1986.

## معرض صور

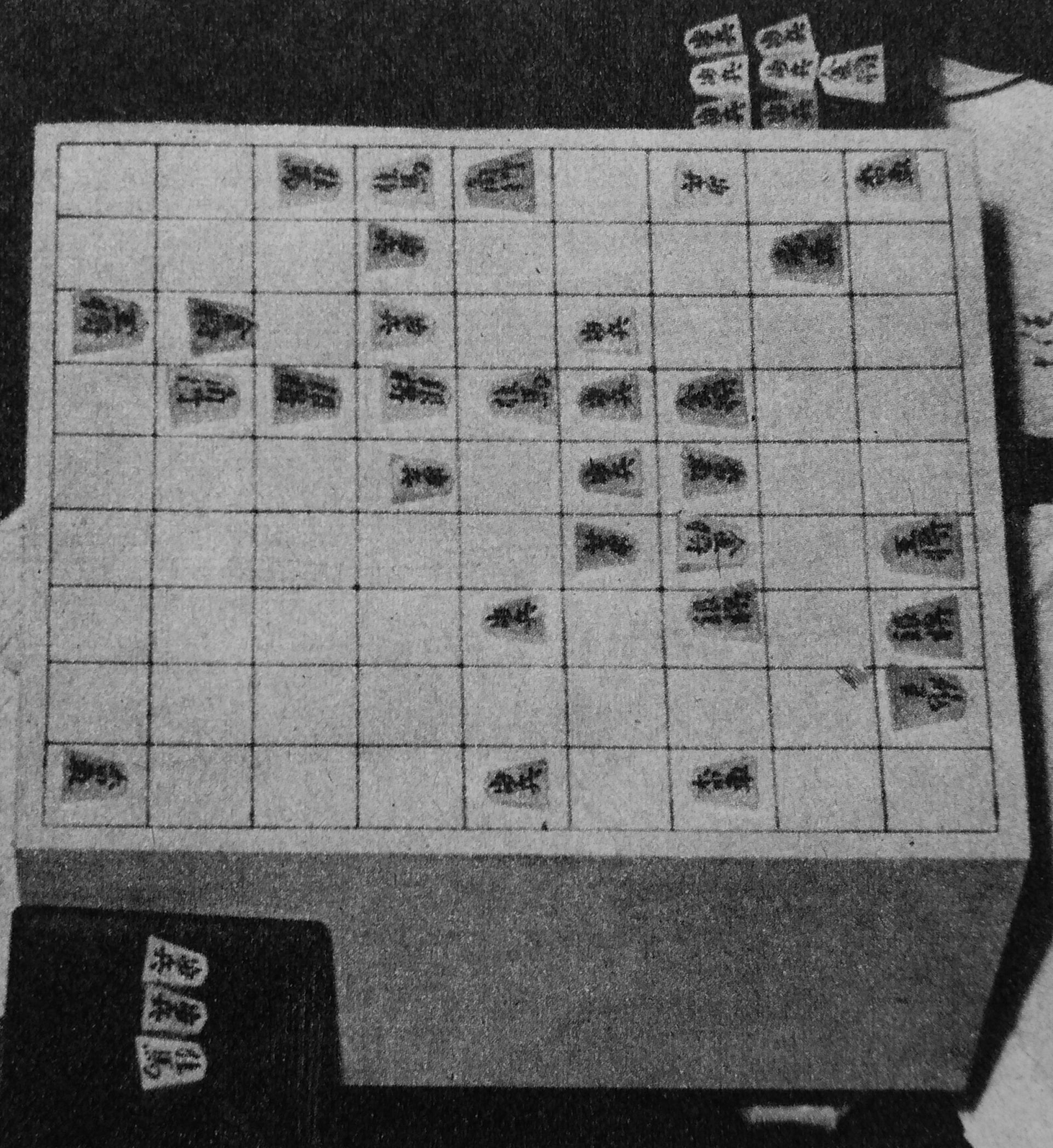
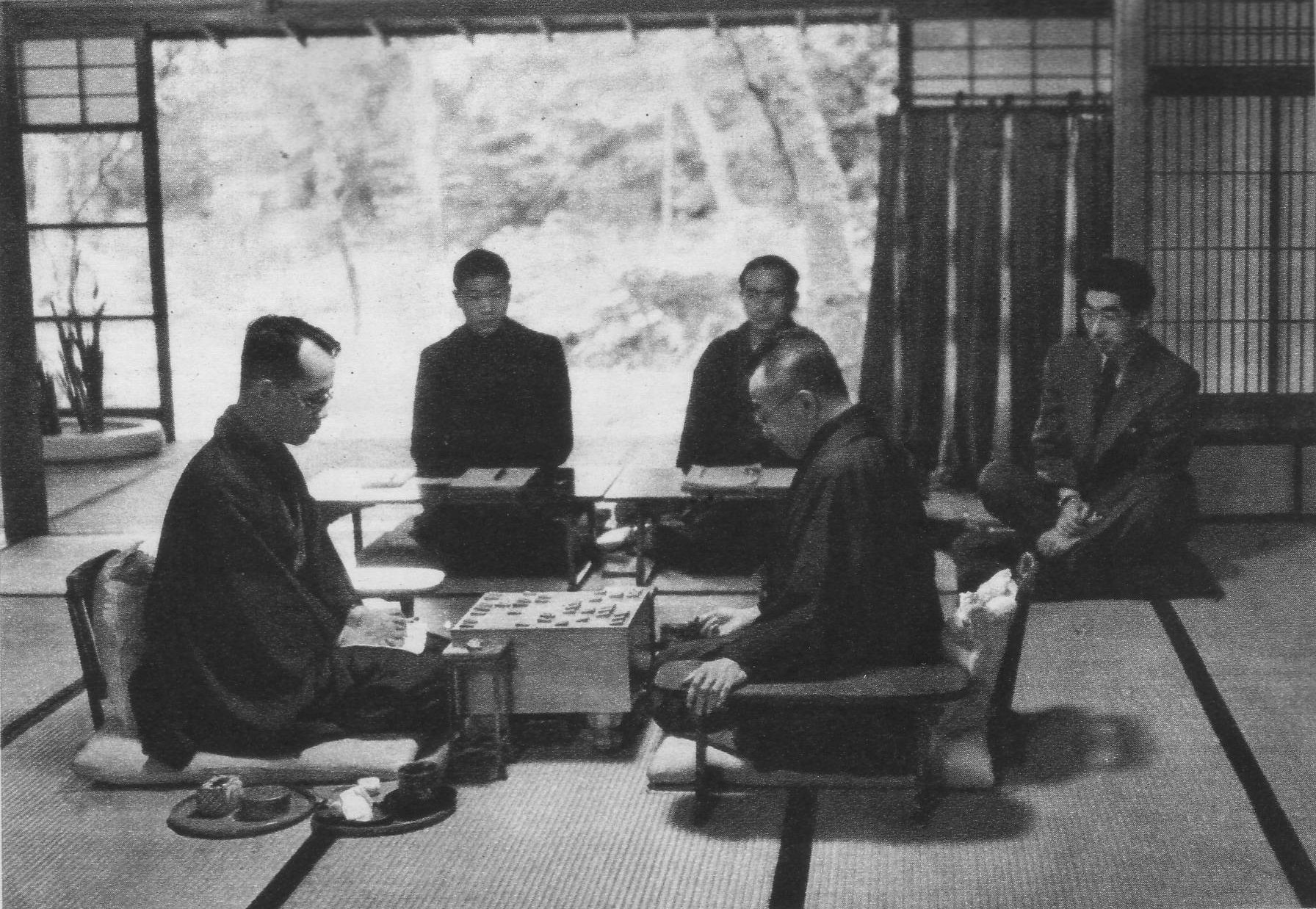
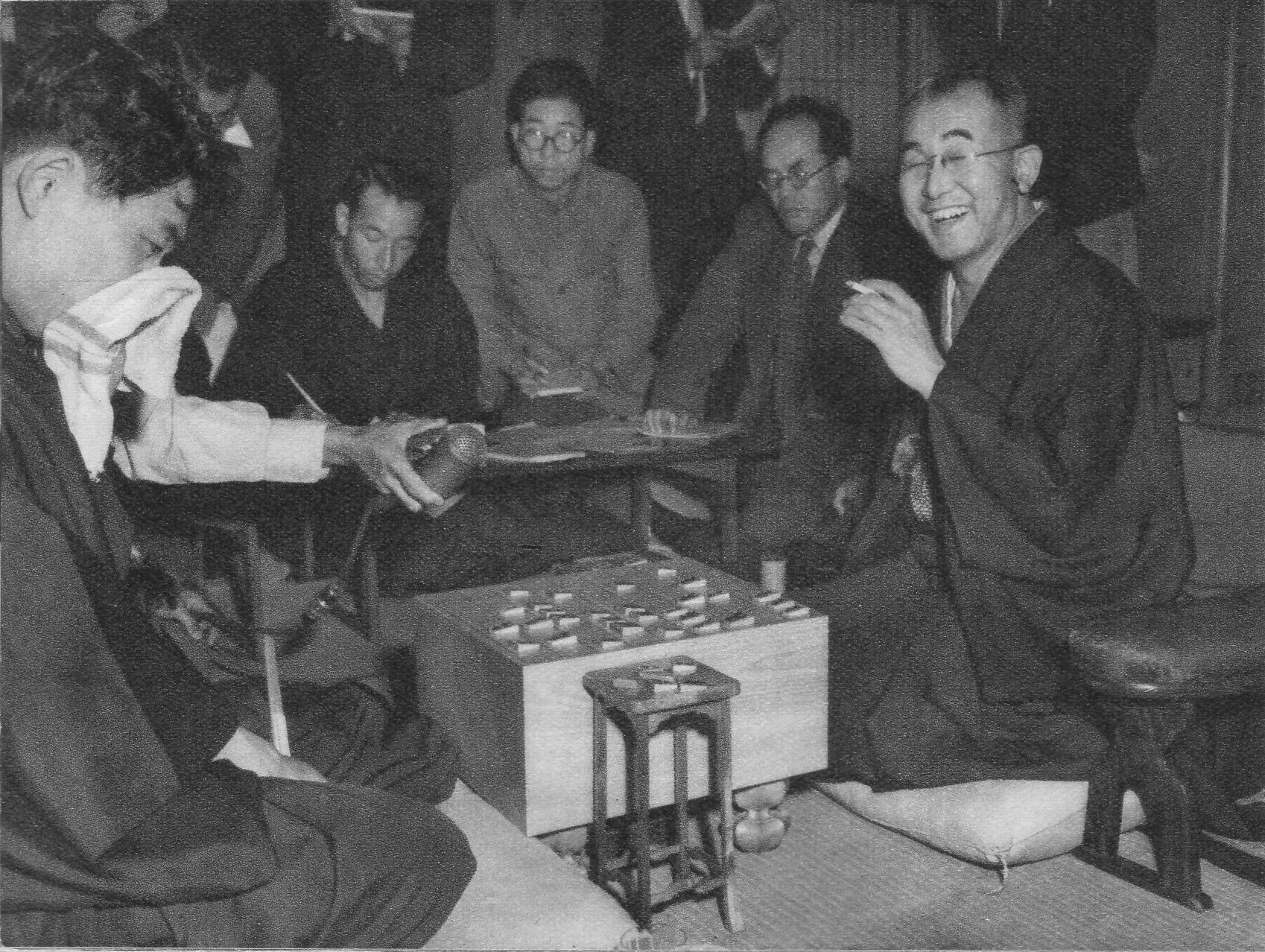

## وصلات خارجية
- يوشيو كيمورا على موقع مباريات الشطرنج (الإنجليزية)